# Championnat de Slovaquie d'échecs
Le championnat de Slovaquie d'échecs est une compétition organisée par la Fédération des échecs de Slovaquie.

## Historique
Le championnat de Slovaquie d'échecs prend la suite du championnat de Tchécoslovaquie d'échecs. Lors de la partition de la Tchécoslovaquie en deux États, ses structures et institutions sont aussi divisées en structures autonomes tchèques et slovaques. Le championnat de Slovaquie qui existait au sein de la Tchécoslovaquie devient le championnat du nouvel État indépendant.

## Vainqueurs du tournoi mixte

### En Slovaquie, en tant que partie de la Tchécoslovaquie
| #  | Année | Ville          | Vainqueur            |
| -- | ----- | -------------- | -------------------- |
| 01 | 1955  | Starý Smokovec | Ján Šefc             |
| 02 | 1975  | Hlohovec       | Ján Plachetka        |
| 03 | 1977  | Detva          | Ľubomír Ftáčnik      |
| 04 | 1978  | Prešov         | Jozef Franzen        |
| 05 | 1979  | Dolný Kubín    | Ľubomír Ftáčnik      |
| 06 | 1981  | Bardejov       | Ladislav Dobrovolský |
| 07 | 1983  | Nová Baňa      | Róbert Tibenský      |
| 08 | 1984  | Čadca          | Igor Štohl           |
| 09 | 1985  | Piešťany       | Ján Baňas            |
| 10 | 1986  | Bratislava     | Igor Gažík           |
| 11 | 1987  | Šaľa           | Róbert Tibenský      |
| 12 | 1988  | Trnava         | Peter Petrán         |
| 13 | 1989  | Michalovce     | Martin Mrva          |
| 14 | 1991  | Trenčín        | Ivan Novák           |

### Depuis l'indépendance de la Slovaquie
| #  | Année | Ville               | Vainqueur             |
| -- | ----- | ------------------- | --------------------- |
| 01 | 1993  | Topoľčianky         | Ján Plachetka         |
| 02 | 1994  | Topoľčianky         | Róbert Tibenský       |
| 03 | 1995  | Trenčín             | Róbert Tibenský       |
| 04 | 1996  | Martin              | Róbert Tibenský       |
| 05 | 1997  | Prešov              | Ladislav Salai        |
| 06 | 1998  | Prievidza           | Tomáš Balogh          |
| 07 | 1999  | Nové Zámky          | Ján Baňas             |
| 08 | 2000  | Zvolen              | Ján Markoš            |
| 09 | 2001  | Prešov              | Vítězslav Priehoda    |
| 10 | 2002  | Galanta - Kaskády   | Sergei Movsesian      |
| 11 | 2003  | Tatranské Zruby     | Mikuláš Maník         |
| 12 | 2004  | Zemplínska Šírava   | Eduard Hagara         |
| 13 | 2005  | Trenčianske Teplice | Tomáš Petrík          |
| 14 | 2006  | Banská Štiavnica    | Tomáš Petrík[1]       |
| 15 | 2007  | Banská Štiavnica    | Sergei Movsesian      |
| 16 | 2008  | Zvolen              | Peter Vavrák          |
| 17 | 2009  | Tatranské Zruby     | Martin Mrva[2]        |
| 18 | 2010  | Banská Štiavnica    | Marián Jurčík[3],[4]  |
| 19 | 2011  | Banská Štiavnica    | Ján Markoš[5]         |
| 20 | 2012  | Banská Štiavnica    | Ján Markoš[6]         |
| 21 | 2013  | Banská Štiavnica    | Peter Michalik[7],[8] |
| 22 | 2014  | Prievidza           | Peter Michalik        |
| 23 | 2015  | Banská Štiavnica    | Peter Michalik        |
| 24 | 2016  | Banská Štiavnica    | Milan Pacher[9]       |
| 25 | 2017  | Banská Štiavnica    | Christopher Repka     |
| 26 | 2018  | Banská Štiavnica    | Christopher Repka     |
|    | 2023  | Bratislava          | Viktor Gažík[10]      |

## Championnes (Slovaquie seule)
| #  | Année | Ville            | Championne               |
| -- | ----- | ---------------- | ------------------------ |
| 01 | 1991  | Trencin          | Ivana Sedlakova          |
| 02 | 1993  | Topoľčianky      | Jarmila Kačincová        |
| 03 | 1994  | Martin           | Andrea Ciganikova        |
| 04 | 1996  | Ziar nad Hronom  | Mirjana Medić            |
| 11 | 2003  | Tatranské Zruby  | Eva Repková              |
| 16 | 2008  | Zvolen           | Mária Machalová          |
| 17 | 2009  | Tatranské Zruby  | Regina Pokorná[2]        |
| 18 | 2010  | Banská Štiavnica | Eva Repková[3],[4]       |
| 19 | 2011  | Banská Štiavnica | Julia Kochetkova[5]      |
| 20 | 2012  | Banská Štiavnica | Julia Kochetkova[6],[11] |
| 21 | 2013  | Banská Štiavnica | Eva Repková[7],[8]       |
| 22 | 2014  |                  | Zuzana Borošová          |
| 23 | 2015  |                  | Monika Motyčáková        |

## Championnat slovaque d'echecs par correspondance
En 1968, la Fédération tschécoslovaque des échecs par correspondance a décidé d'organiser les championnats slovaques par correspondence jusqu'en 1991, date à laquelle l'Association slovaque des échecs par correspondance a été fondée, qui les a poursuivis, d'abord par lettre et despuis 2003 par serveur web. 
1. Štefan Marsina  (1970-1972)
2. Jaroslav Rabik  (1974-1975)
3. Ján Ergh  (1977-1978)
4. Emil Daniš  (1979-1980)
5. Dušan Kriško (1981-1982)
6. Ivan Čavajda (1983-1984)
7. Pavel Polakovič (1985-1986)
8. Boris Djubek (1987-1988)
9. Marek Kolčak (1989-1990)
10. Vladimir Hefka (1991-1992)
11. Vladimir Hefka (1993-1994)
12. Štefan Berza (1993-1994)
13. Miroslav Kantorik (1995-1996)
14. Kvetoslav Rákay (1997-1998)
15. Juraj Václav (1999-2000)
16. Ján Csjernyik (2001-2002)
17. Emanuel Mičiak (2003-2004)
18. Juraj Štec (2005-2008)[12]
19. Norbert Zambor (2007-2009)[13]
20. Ladislav Fenes  (2009-2010)[14]
21. Ján Fečo (2011-2012)[15]
22. Peter Adamko (2013-2016)[16]
23. Ján Helbich (2017-2018)[17]
24. Mário Kamody (2020-2022)[18]